# Municipalità locale di Port St Johns
Port St Johns  è una municipalità locale (in inglese Port St Johns Local Municipality) appartenente alla municipalità distrettuale di O. R. Tambo della  Provincia del Capo Orientale in Sudafrica. 
In base al censimento del 2001 la sua popolazione è di 146.965 abitanti.
La sede amministrativa e legislativa è la città di Port St Johns e il suo territorio si estende su una superficie di 1.291 km² ed è suddiviso in 16 circoscrizioni elettorali (wards). Il suo codice di distretto è EC154.

## Geografia fisica

### Confini
La municipalità locale di Port St Johns confina a nord  e a est con quella di Ingquza Hill, a est e a sud con l'Oceano Indiano, a sud e a ovest con quella di Nyandeni.

### Città e comuni
- Amakwalo
- Bomvini
- Emtweni
- Gemvale
- Gunyeni
- Manzamhlophe
- Mvumelwano
- Ndluzula
- Ntshilini
- Port St Johns
- Tombo

### Fiumi
- Mbotyi
- Mkata
- Mnenu
- Mngazana
- Mngazi
- Mntafufu
- Mzimvubu
- Mzintlava
- Mzintshana